# Азотна киселина
Азотната киселина (HNO3) е безцветна, димяща с рязък мирис течност, една от най-силните киселини. В природата се среща само свързана, под формата на соли (нитрати). В молекулата на азотната киселина са свързани един водороден, един азотен и три кислородни атома. Връзките са полярни, като най-силно полярна е връзката водород – кислород. Реагира с метали (с изключение на злато и платина), основни оксиди, хидроксиди, като образува нитрати:
{\displaystyle {\ce {MgO + 2HNO3 -> Mg(NO3)2 + H2O}}}
{\displaystyle {\ce {NaOH + HNO3 -> NaNO3 + H2O}}}
{\displaystyle {\ce {Na2S + 2HNO3 -> 2NaNO3 + H2S ^}}}
При взаимодействие с метали в повечето случаи не се отделя водород – освен сол се получават азотни оксиди (в зависимост от концентрацията и температурата може да се получат различни продукти).
{\displaystyle {\ce {3Cu + 8HNO3 -> 3Cu(NO3)2 + 2NO + 4H2O}}}
Причината за това е, че за разлика от други киселини азотната киселина проявява окислителни свойства. По същата причина концентрираната азотна киселина пасивира желязото, хрома, алуминия и други метали. При това се образува защитен слой от съответния метален оксид, който предотвратява по-нататъшното разтваряне. Изключение правят металите магнезий, калций и манган при реакция със студена разредена азотна киселина:
{\displaystyle {\ce {Mg + 2HNO3 -> Mg(NO3)2 + H2 ^}}}
Тъй като среброто се разтваря в азотна киселина, а златото — не, киселината може да се използва за разделяне на двата метала. Сместа на азотна киселина със солна киселина, известна като царска вода, разтваря дори злато.
За първи път азотна киселина съобщава известният алхимик от VII век Гебер. Получаването ставало чрез нагряване на селитра, меден сулфат (син камък) и стипца и кондензиране на получените пари. Алтернативно се използвало и нагряването с железен сулфат (зелен камък), което давало по-концентрирана киселина. Друг метод за получаване, използван в лабораторни условия, е реакцията на нитрати с концентрирана сярна киселина и последваща дестилация на азотната киселина:
{\displaystyle {\ce {NaNO3 + H2SO4 -> NaHSO4 + HNO3 ^}}}
Алхимиците започнали да получават азотна киселина в по-големи количества през XV век. Масовото производство на киселината започва през XX век. Шведските (според други източници норвежки) учени Биркиленд и Ейде създават първия апарат за получаване на азотна киселина. При този процес най-напред се получавал азотен оксид при окислението на азот с кислород във волтова дъга. При охлаждане той се окислявал до азотен диоксид, който се разтварял във вода, за да даде азотна киселина. Методът на Биркиленд и Ейде е неефективен и е икономически рентабилен само при наличието на евтина електрическа енергия.
На практика всички съвременни индустриални процеси за получаване на азотна киселина се основават на окислението на амоняк до азотен диоксид (метод на Оствалд) и включват следните стъпки:
Окисление на амоняк (NH3) до NO при to = 900 °C и Pt-Rh катализатор:
{\displaystyle {\ce {4NH3 + 5O2 -> 4NO + 6H2O + Q}}}
Окисление на NO до NO2 при to = 25 °C:
{\displaystyle {\ce {2NO + O2 -> 2NO2}}}
Абсорбция на NO2 във вода до получаването на азотна киселина (HNO3) и NO:
{\displaystyle {\ce {3NO2 + H2O -> 2HNO3 + NO}}}
Алтернативно:
{\displaystyle {\ce {2H2O + 4NO2 + O2 -> 4HNO3}}}
При това получаване азотният диоксид се разтваря частично в течността и придава на киселината жълтокафяв цвят.
Получената по тези методи азотна киселина е най-често разредена, с концентрация от 50% до 70%. Това е достатъчно за производството на торове, но в определени случаи е нужна силно концентрирана или безводна киселина (напр. нитриране на органични съединения). Сместа на азотната киселина с вода има азеотроп при 68–69%. По тази причина разредената киселина не може да се концентрира над 69% чрез обикновена дестилация. Концентрирането е възможно ако се използва сярна киселина или магнезиев нитрат, които извличат водата. Друга възможност е получената при окисление на амоняка вода да се отдели чрез кондензация, след това азотните оксиди да се разтворят в разредена киселина до получаване на силно концентрирана киселина или до достигане на концентрация над 69%, при което е възможно концентриране чрез обикновена дестилация.
Търговският продукт е воден разтвор с масова част над 65% азотна киселина. Концентрираната азотна киселина е нетрайна и се разлага при обикновени условия, при нагряване или под въздействие на светлина (това е причината за разминаванията в температурата на кипене, цитирана от различни източници):
{\displaystyle {\ce {2HN^5+O3^2- -> 2N^4+O2^2- ^ + H2O + 1/2O2^0}}}
Киселината разрушава растителните и животинските тъкани (вълна, памук). При взаимодействие с белтъчни вещества се получава вещество с яркожълт цвят (т.нар. ксантопротеинов тест). Ето защо, ако върху кожата попадне азотна киселина, се получават жълти петна. На въздуха по-концентрираните разтвори на азотната киселина образуват мъгла, затова тя се нарича димяща азотна киселина. Това се дължи на взаимодействието на водните пари с отделения азотен диоксид.
Азотната киселина е една от съставките на киселинните дъждове. При всяко горене с излишък на кислород (въздух), особено при много високи температури, се образуват известни количества азотни оксиди. Те се разтварят във влагата от въздуха и дават азотна и азотиста киселина. Попадналата в почвата азотна киселина се свързва с намиращите се в нея съединения на натрия, калция и магнезия. Образуват се нитрати, необходими за жизнената дейност на растенията:
{\displaystyle {\ce {Na2CO3 + 2HNO3 -> 2NaNO3 + CO2 ^ + H2O}}}
По-големи количества киселини обаче предизвикват вкиселяване на почвата. При определени условия това води до разтваряне на някои тежки метали и отлагането им в растенията, което не се случва при неутрално pH.
Едно от главните приложения на азотната киселина в химическата индустрия е нитрирането на органични съединения. В много от случаите реакцията е обратима и като продукт наред с нитросъединението се получава вода. За да се измести равновесието по посока на нитрирането, е необходимо добавянето на концентрирана сярна киселина или олеум, които свързват химически водата. Сместа на сярна с азотна киселина се нарича нитрираща смес.

## Приложение
Производството на азотна киселина се равнява на 26,9 милиона тона (данни за 1987 г.). Използва се за:
- торове (азотни торове, предимно амониев нитрат);
- органични експлозиви и нитросъединения;
- лекарства;
- пластмаси;
- багрила;
- окислител в ракетни горива;
- почистване и гравиране на метали.